# Morbærhaven
Morbærhaven er en samling ungdomsboliger i den nordlige del af Albertslund nær Vestskoven. Morbærhaven administreres af boligselskabet Albertslund Ungdomsboliger (AUB) og består af over 1000 boliger opført i 1970.